# داني رينولدز
داني رينولدز (بالإنجليزية: Danny Reynolds)‏ هو لاعب كرة قاعدة أمريكي، ولد في 26 نوفمبر 1919 في ستوني بوينت في الولايات المتحدة، وتوفي في 18 فبراير 2007 في ستيتسفيل في الولايات المتحدة.

## وصلات خارجية
- داني رينولدز على موقعبيزبول رفرنس.كوم (الدوري الرئيسي) (الإنجليزية)
- داني رينولدز على موقعبيزبول رفرنس.كوم (الدوري الثانوي) (الإنجليزية)